# Тейлорвілл (Іллінойс)
Тейлорвілл (англ. Taylorville) — місто (англ. city) в США, в окрузі Крістіан штату Іллінойс. Населення — 10 506 осіб (2020).

## Географія
Тейлорвілл розташований за координатами 39°33′46″ пн. ш. 89°18′30″ зх. д. / 39.56278° пн. ш. 89.30833° зх. д. (39.562729, -89.308259).  За даними Бюро перепису населення США в 2010 році місто мало площу 30,50 км², з яких 25,55 км² — суходіл та 4,95 км² — водойми.

## Демографія
Згідно з переписом 2010 року, у місті мешкало 11 246 осіб у 4924 домогосподарствах у складі 2908 родин. Густота населення становила 369 осіб/км².  Було 5422 помешкання (178/км²).
Расовий склад населення:
| - 96,7 % — білих - 0,8 % — чорних або афроамериканців - 0,6 % — азіатів - 0,2 % — корінних американців - 0,1 % — вихідців з тихоокеанських островів |

До двох чи більше рас належало 1,3 %. Частка іспаномовних становила 1,7 % від усіх жителів.
За віковим діапазоном населення розподілялося таким чином: 22,2 % — особи молодші 18 років, 58,7 % — особи у віці 18—64 років, 19,1 % — особи у віці 65 років та старші. Медіана віку мешканця становила 41,0 року. На 100 осіб жіночої статі у місті припадало 91,9 чоловіків;  на 100 жінок у віці від 18 років та старших — 88,2 чоловіків також старших 18 років.
Середній дохід на одне домашнє господарство  становив 52 578 доларів США (медіана — 42 480), а середній дохід на одну сім'ю — 62 226 доларів (медіана — 55 313). Медіана доходів становила 44 223 долари для чоловіків та 28 060 доларів для жінок. За межею бідності перебувало 15,5 % осіб, у тому числі 17,6 % дітей у віці до 18 років та 8,2 % осіб у віці 65 років та старших.
Цивільне працевлаштоване населення становило 5111 осіб. Основні галузі зайнятості: освіта, охорона здоров'я та соціальна допомога — 23,3 %, виробництво — 12,5 %, роздрібна торгівля — 9,4 %, науковці, спеціалісти, менеджери — 9,3 %.